# Технология двойного назначения

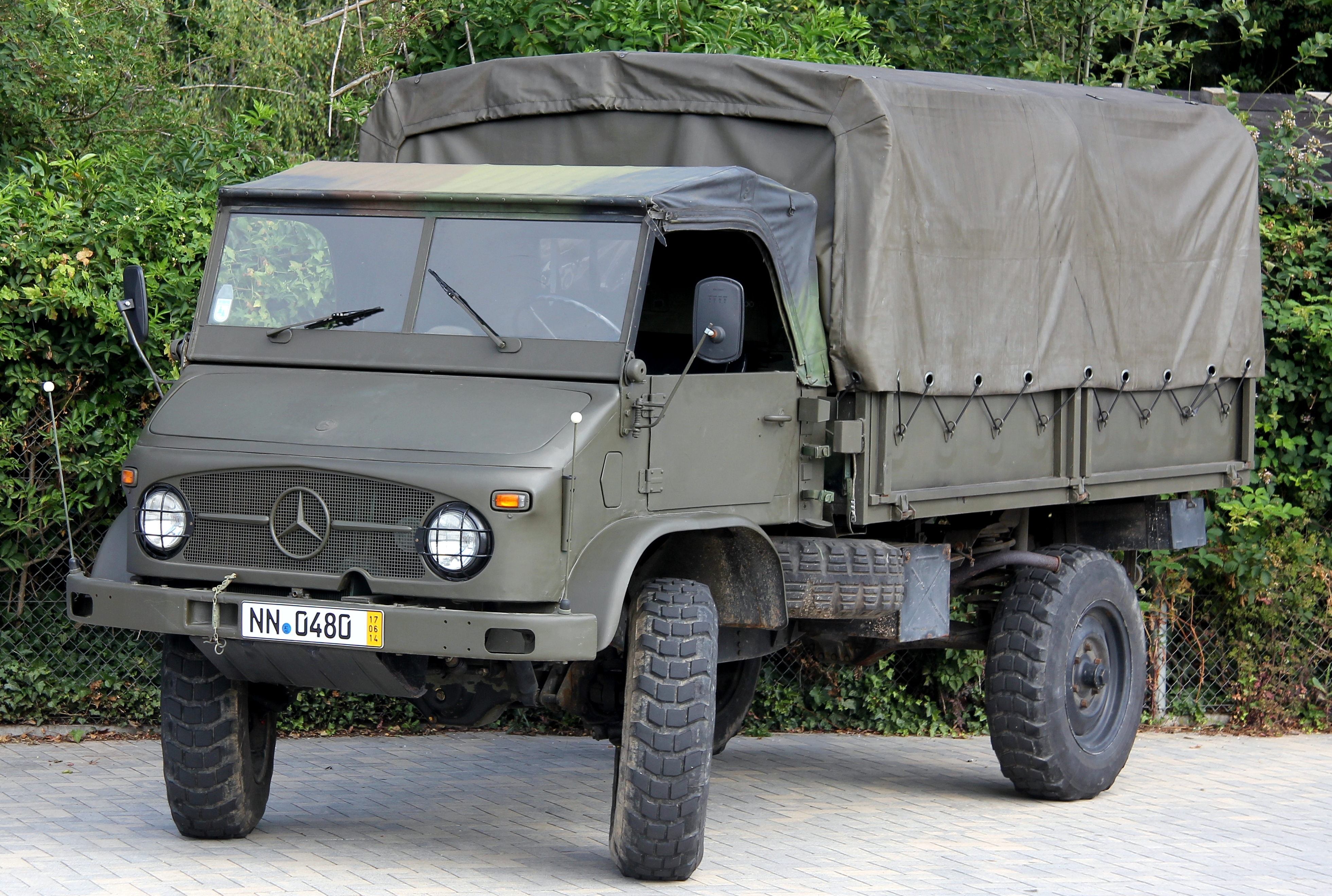
Универсальный грузовой автомобиль Unimog 404 S, применяемый как в гражданских, так и в военных целях

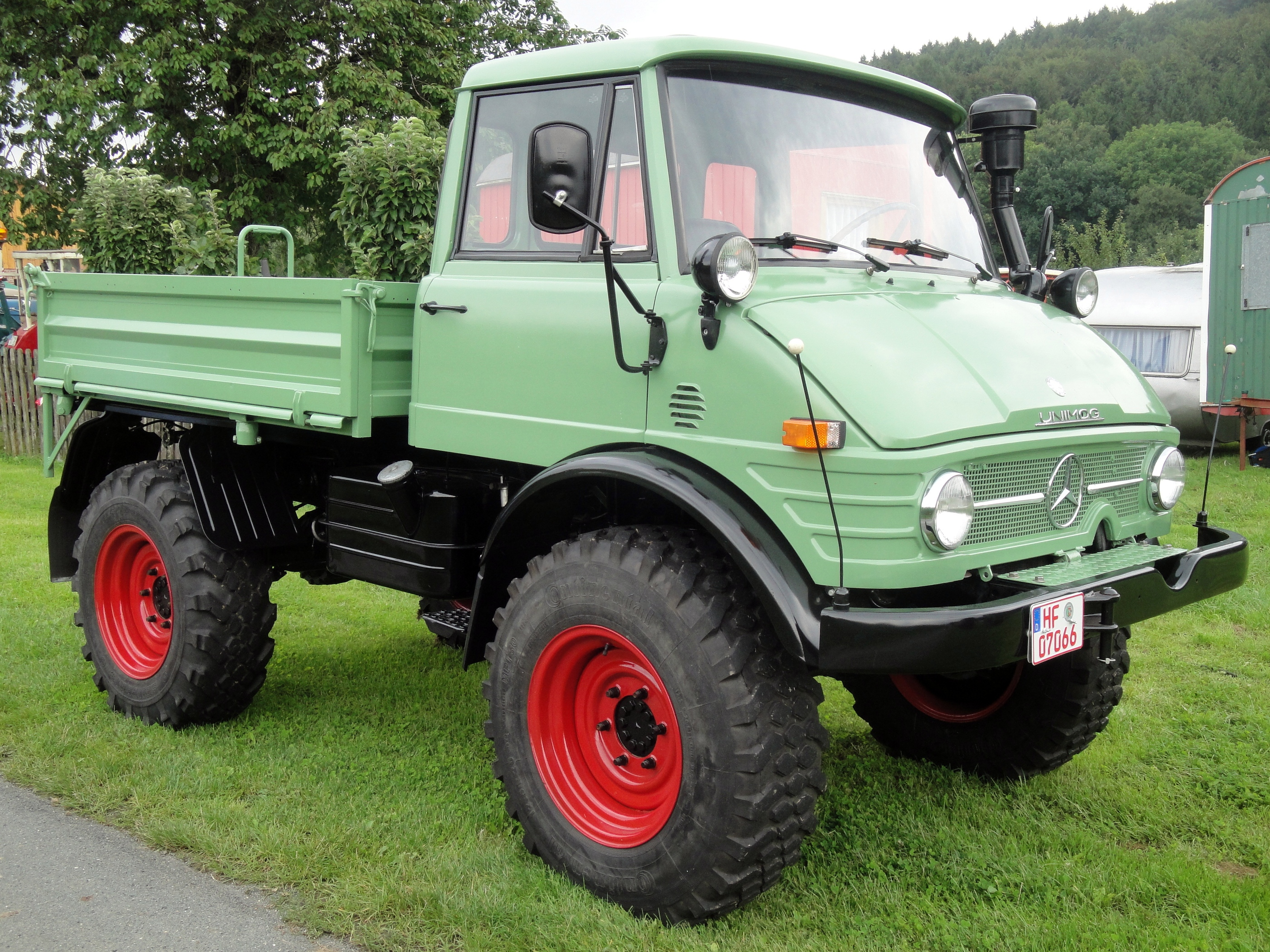
Гражданский вариант автомобиля Unimog 406

Технология двойного назначения — проектная, производственная, эксплуатационная или иная технологическая цепочка, которая может найти применение как в гражданской, так и военной технике.

## Концепция
Большая часть технологических достижений (ядерная энергия, ракетно-космическая техника, лазеры, радиолокационные системы, компьютеры и т. д.) могут рассматриваться как технологии двойного назначения, однако само это понятие получило распространение только в середине 80-х годов XX века.
Как правило, разработка технологий двойного назначения связана с развитием наиболее перспективных исследовательских направлений в прикладной науке и в наукоёмких отраслях промышленности; она требует значительных интеллектуальных и экономических затрат. Как следствие, к принципиальным особенностям технологий двойного назначения относят высокий уровень требований к их качеству и эффективности.
На рубеже XX—XXI веков к числу технологий двойного назначения относят оптоэлектронику, биотехнологии, технологии телекоммуникационных и компьютерных сетей, новых материалов, направленной передачи энергии и т. п., так как область взаимного пересечения возможностей их использования как в гражданской, так и в военной сфере достигает 80—90 %.
В законодательстве Российской Федерации установлен список технологий двойного назначения, экспорт которых регламентируется Федеральной службой по техническому и экспортному контролю (в период 1992—2004 годов — Государственной технической комиссией при Президенте РФ). 
В международных отношениях передача подобных технологических продуктов попадает под действие Вассенаарских соглашений 1996 года по контролю за экспортом обычных вооружений и высоких технологий (двойного применения), где Россия входит в число участников.